# Цзян Гуаннай
Цзян Гуанна́й (кит. трад. 蔣光鼐, упр. 蒋光鼐, пиньинь Jiǎng Guāngnài, 17 декабря 1888 — 8 июня 1967) — китайский военный и политический деятель.
Родился в Дунгуане провинции Гуандун. В 1913 году акончил Баодинское военное училище.
Принимал участие в Северном походе, в 1927 году во время Наньчанскому восстанию 11-я армия, в которой он служил, осталась верной Чан Кайши. Во время войны центральных равнин принял участие в разгроме войск Фэн Юйсяна и Янь Сишаня, после этого стал командующим 19-й армией. Принимал участие в операциях против советских районов. В 1932 году участвовал в обороне Шанхая от японского нападения, после чего 19-я армия была отведена на юг в провинцию Фуцзянь, и Цзян Гуаннай стал губернатором Фуцзяни. В ноябре 1933 года восстал против Чан Кайши и образовал 22 ноября 1933 года Фуцзяньское народное правительство, однако не получил поддержки коммунистов, и мятеж к 21 января 1934 года был подавлен, а сам Цзян Гуаннай был вынужден покинуть Китай и бежать в Гонконг.
После начала японо-китайской войны вернулся в Китай, был заместителем командующего 4-м военным районом, в 1945 году стал заместителем командующего 7-м военным районом. В 1946 году вступил в Комитет за демократический прогресс в Гоминьдане. В 1949 году участвовал в Политико-консультативном совещании, на котором была провозглашена Китайская Народная Республика.
В КНР Цзян Гуаннай был министром текстильной промышленности, членом Всекитайского комитета НПКСК, членом ЦК Революционного комитета Гоминьдана. Во время Культурной революции стал мишенью атак хунвэйбинов, но был взят под защиту лично Чжоу Эньлаем.